# Вибух (фільм)
Вибух (англ. Blast) — американський бойовик 1997 року.

## Сюжет
Під час олімпійських ігор в Атланті терористи захоплюють плавальний комплекс і мінують багато інших об'єктів. У плавальному комплексі випадково опиняється колишній чемпіон з бойових мистецтв, який отримав у свій час травму, звикши до наркотиків, втративши дружину (тренера з плавання) і знайшов роботу прибиральником. Найдосвідченіший агент Інтерполу Лео інструктує каратиста, який ще не забув всіх своїх навичок, як потрібно правильно поводитися в різних ситуаціях. Допомагає йому і відмінне знання супротивника.

## У ролях
- Лінден Ешбі — Джек Брайант
- Ендрю Дівофф — Омодо
- Кімберлі Воррен — Діана Колтон
- Рутгер Хауер — Лео
- Норберт Вайссер — рятувальник
- Тім Томерсон — комісар поліції
- Юдзі Окумото — агент ФБР
- Вінсент Клін — інтенсивний хлопець
- Соня Едді — Бене
- Джилл Пірс — Мосес
- Барбара Робертс — мер
- Роберт Леннон — Карл
- Джахі Дж.Дж. Зурі — терорист переслідувач
- Ерл Вайт — терорист 1
- Пол Еліопулос — терорист 5
- Джон Х. Епштейн — терорист 6
- Тіна Коте — помічник
- Сінтія Айрленд — інтерв'юер
- Говард Платт — наглядач
- Саймон Кларк — аналітик Інтерполу
- Тереза Холзбач — ФБР оператор
- Джеррі Ректор — коммандос біля під'їзду
- Карен Стадер — Хезер
- Хезер Марч — Бренді
- Елізабет Варела — заручник
- Шеннон Елізабет — заручник
- Том Метьюз — Білл (в титрах не вказаний)